# Frånskild
Pour plus de détails, voir Fiche technique et Distribution.
Frånskild est un film suédois réalisé par Gustaf Molander, sorti en 1951.

## Synopsis
Après 20 ans de mariage, Gertrude est abandonnée par son mari. Se sentant aussi bien offensée que mécontente de la situation, elle quitte sa maison et loue une chambre. Le fils de la propriétaire est attiré par elle et essaie de l'aider à sortir de la solitude.

## Fiche technique
- Titre : Frånskild ou Divorced
- Réalisation : Gustaf Molander
- Scénario : Herbert Grevenius et Ingmar Bergman
- Production : Allan Ekelund et Gustav Roger
- Musique : Erik Nordgren et Bengt Wallerström
- Photographie : Åke Dahlqvist
- Montage : Oscar Rosander
- Décors : Nils Svenwall
- Format : Noir et blanc
- Genre : Film dramatique
- Durée : 103 minutes
- Dates de sortie : 
  -  Suède : 26 décembre 1951

## Distribution
- Inga Tidblad : Gertrud Holmgren
- Alf Kjellin : Dr Bertil Nordelius
- Doris Svedlund : Marianne Berg
- Hjördis Petterson : Mme Lobelius
- Håkan Westergren : P.A. Beckman
- Irma Christenson : Cecilia Lindeman
- Holger Löwenadler : Tore Holmgren
- Stig Olin : Hans
- Sif Ruud : Rut Boman
- Einar Axelsson : l'homme d'affaires